# Breakdown
Breakdown is een muziekterm, waarmee verwezen wordt naar een gedeelte van een nummer waarin de muzikale begeleiding wordt teruggebracht tot één of enkele instrumenten. De breakdown wordt veel gebruikt in onder andere bluegrass-, disco- en metalmuziek (met name metal- en deathcore). 

## Breakdown in metal en hardcore punk
In de metalmuziek en hardcore punk wordt een breakdown regelmatig gebruikt om traditionele couplet-refrein structuren van een nummer te doorbreken. In livesettings dient te breakdown gelegenheid te geven tot moshing of dient het als startschot voor een wall of death. 
De drumpartij wordt vaak teruggebracht kwartnoten op de cymbalen (doorgaans een crash of china), met een snare op de derde tel. Hierbij kan gebruik worden gemaakt van een dubbele bassdrum. 
De gitaarpartijen zijn doorgaans ritmisch van aard, waarbij zij het ritme van de drums kunnen accentueren. Meestal worden lage noten gespeeld, al dan niet gepalm-mute. Soms worden deze lage noten afgezet tegen hogere dissonante akkoorden om een contrast te creëren.